# Меґхна
Меґхна (бенг. মেঘনা নদী, англ. Meghna) — важлива річка в Бангладеш, одна з трьох головних річок, що формують Дельта Гангу при впадінні у Бенгальську затоку. Меґхна утворюється в Бангладеш злиттям річок Сурма і Кушіяра, що утворюються на пагорбах Північно-Східної Індії. В межах дельти річка зливається з Падмою — спільним рукавом Гангу і Брахмапутри, і під назвою Меґхна тече до гирла, розливаючить до ширини 20 км.